# Sheriff van Nottingham
De Sheriff van Nottingham kan in het Nederlands omschreven worden als schout, baljuw of drost van Nottingham, een historische functie die werd bekleed om de wet en orde te handhaven in en rond de stad Nottingham. De sheriff was ook bevoegd om criminelen te berechten. In de middeleeuwen werd hij door de vorst benoemd, later door de burgemeester maar tegenwoordig is het de politie die zijn taken uitvoert en bestaat de positie van sheriff alleen nog maar ceremonieel en om toerisme te trekken vanwege de legende van volksheld Robin Hood.

## Achtergrond
Er zijn geen geschriften bekend wanneer de eerste sheriffs actief waren. Vanaf de Angelsaksische periode zou er een gebruik zijn geweest om landelijk wetsdienaren aan te stellen. Na de Normandische verovering van Engeland (1066) werden er volgens geschriften in Yorkshire en Berkshire sheriffs benoemd. Hun zaken spelen zich niet alleen af in hun district maar ook vaak daarbuiten.
Vanaf 1449 wordt voor het eerst vermeld dat de stad Nottingham een sheriff kreeg. Vanaf 1450 tot 1835 werd de functie steeds bekleed door twee mannen.
De titel Sheriff van Nottingham wordt nog steeds gehandhaafd door de gemeente Nottingham, het is tegenwoordig een ceremoniële titel, bedoeld om het toerisme te promoten.

## Robin Hood
De sheriff uit de Robin Hood-verhalen is uit op het bestrijden van vrijbuiters, dieven en gelukszoekers en wil zijn handelsroutes vrijhouden waardoor hij ze de bossen van Sherwood injaagt. Dan krijgt hij te maken met een geduchte tegenstander, de vrijbuiter Robin Hood. In andere verhalen is de sheriff vaker de rechterhand van de koning, en handelt hij uit diens naam. Ook is de hij in de legenden een belangrijke concurrent in de driehoeksverhouding rond Lady Marion en wordt hij gezien als de grootste schurk.
Er worden drie namen verbonden met de figuur van de sheriff van Nottingham, William de Wendenal, Rogier de Laci en William de Brewer.

## De sheriff in media
- In de film The Adventures of Robin Hood uit 1938, met in de hoofdrol Errol Flynn, wordt de sheriff gespeeld door Melville Cooper. In deze versie is hij juist min of meer de rechterhand van Guy of Gisburne (meestal is dat andersom), en is hij tevens de organisator achter de boogschutterswedstrijd waarbij Robin Hood opgepakt wordt.
- In Robin and Marian uit 1976 wordt de sheriff neergezet door Robert Shaw, dit keer op een sympathieke manier.
- De Amerikaanse Disney stem van de sheriff was Pat Buttram in de originele eerste film waarna Bill Farmer voor the House of Mouse de stem ging doen. De Nederlandse stem van de Sheriff was voor de LP versie van Robin Hood Jool van de Marel en in de originele eerste film was dit Jérôme Reehuis.